# Principado de Bayreuth
El Principado de Bayreuth (en alemán: Fürstentum Bayreuth) o Brandeburgo-Bayreuth fue un principado reichsfrei en el Sacro Imperio Romano Germánico centrado en la ciudad bávara de Bayreuth. Hasta 1604 su capital fue Kulmbach; después los margraves utilizaron sus palacios en Bayreuth como residencia. Hasta el fin del imperio en 1806, el margraviato fue llamado Principado de Kulmbach (en alemán: Fürstentum Kulmbach) o Brandeburgo-Kulmbach. El incorrecto 'Principado de Bayreuth' fue usado en publicaciones y literatura no oficiales. Los príncipes gobernantes de la Casa de Hohenzollern eran conocidos como margraves, en tanto que el principado era un margraviato (pero no una marca).

## Historia
El principado fue fundado después de la muerte del burgrave Federico V de Núremberg el 21 de enero de 1398, cuando sus tierras fueron divididas entre sus dos hijos. El mayor, Juan III, recibió Bayreuth y al menor, Federico VI, le tocó Ansbach.
Los dos principados fueron reunificados bajo el hijo menor, Federico, a la muerte de Juan el 11 de junio de 1420. Federico se había convertido en Elector de Brandeburgo como Federico I en 1415, y a su muerte, el 21 de septiembre de 1440, sus territorios fueron repartidos entre sus hijos: Kulmbach (Bayreuth) fue al mayor, Juan "el Alquimista", mientras que el segundo, Federico, recibió Brandeburgo y Ansbach pasó al tercer hijo Alberto Aquiles.
Juan el Alquimista renunció a sus derechos en 1457, con lo cual Kulmbach (Bayreuth) pasó a su hermano, Alberto Aquiles, el Margrave de Brandeburgo. Desde entonces el Principado de Bayreuth fue sostenido por la rama menor de la casa de los Margraves de Brandeburgo, siendo los gobernantes comúnmente conocidos como Margraves de Brandeburgo-Bayreuth (aunque Bayreuth no está cerca de Brandeburgo). El principado se convirtió en parte del Círculo de Franconia en 1500.
La última línea de Brandeburgo-Bayreuth se extinguió el 20 de enero de 1769 al morir el Margrave Federico Cristián, y Bayreuth pasó a Carlos Alejandro de Brandeburgo-Ansbach. El 2 de diciembre de 1791, Carlos Alejandro vendió la soberanía de sus principados al rey Federico Guillermo II de Prusia, y desde el 28 de enero de 1792 Bayreuth fue regido por gobernadores de elección prusiana.

## Margraves de Kulmbach y Bayreuth
- 1398: Juan III de Núremberg
- 1420: Federico I de Brandeburgo
- 1440: Juan IV el Alquimista
- 1457: Alberto I Aquiles (también Margrave de Brandeburgo desde 1470)
- 1486: Segismundo
- 1495: Federico III (también Margrave de Ansbach como Federico I)
- 1515: Casimiro
- 1527: Alberto Alcibíades
- 1553: Jorge Federico (también Margrave de Ansbach)
- 1603: Cristián
- 1655: Cristián Ernesto
- 1712: Jorge Guillermo
- 1726: Jorge Federico Carlos (previamente Margrave de Kulmbach desde 1708)
- 1735: Federico
- 1763: Federico Cristián
- 1769: Carlos Alejandro (hasta 1791; también Margrave de Ansbach)